# Theotimius patrizii
Theotimius patrizii là một loài bọ cánh cứng trong họ Bọ hung (Scarabaeidae).